# HC Dukla Trenčín
HC Dukla Trenčín är ett ishockeylag i den slovakiska högstaligan, som kommer från Trenčin. De spelar deras hemmamatcher i Trenčín Zimny Arena.
Slovakiska mästare: 3 (1994, 1997, 2004)
Tjeckoslovakiska mästare: 1 (1992)

## Historia
Klubben startades år 1962. Efter att ha spelat i den regionala ligan och senare den slovakiska ligan, kvalificerades man till den tjeckoslovakiska ligan säsongen 1976/77 och stannade där med undantag för säsongen 1982/83. Sedan 1993 spelar laget i den slovakiska extraligan.

## Kända spelare
- Pavol Demitra
- Marián Gáborík
- Marián Hossa
- Zdeno Chára
- Andrej Meszároš
- Branislav Mezei (säsongen 2004/05)
- Andrej Nedorost
- Žigmund Pálffy (säsongerna 1991/92 och 1992/93)
- Róbert Petrovický (säsongen 1993/94)
- Miroslav Šatan
- Andrej Sekera
- Róbert Švehla